# Goddard (Kansas)
Goddard é uma cidade localizada no estado americano de Kansas, no Condado de Sedgwick.

## Demografia
Segundo o censo americano de 2000, a sua população era de 2037 habitantes.
Em 2006, foi estimada uma população de 3549, um aumento de 1512 (74.2%).

## Geografia
De acordo com o United States Census Bureau tem uma área de
6,3 km², dos quais 6,3 km² cobertos por terra e 0,0 km² cobertos por água. Goddard localiza-se a aproximadamente 446 m acima do nível do mar.

## Localidades na vizinhança
O diagrama seguinte representa as localidades num raio de 20 km ao redor de Goddard.